# 藤沢市警察
藤沢市警察（ふじさわしけいさつ）は、かつて存在した神奈川県藤沢市の自治体警察である。1948年（昭和23年）3月7日に警察法（旧警察法）が施行されて神奈川県警察部が解体されたことにともない発足した。
藤沢市藤沢の藤沢市警察署の他に9つの派出所と9つの駐在所をおき、当時の藤沢市全域を管轄区域としていた。1954年（昭和29年）の警察法の全面改正（新警察法）により、同年6月30日をもって廃止された。

## 沿革
1947年（昭和22年）9月、太平洋戦争後に日本を占領した連合国軍最高司令官総司令部は、日本の非軍国主義化に対応した新たな警察制度をただちに創設するよう日本政府に求めた。総司令部の意向を受けて、政府は急ぎ警察法を成立させ、翌1948年（昭和23年）3月7日に施行された。これにより市および人口5,000人以上の市街的町村には市町村公安委員会が管理する自治体警察を置くこととされ、自治体警察の管轄する区域以外は各都道府県の国家地方警察が担当することとなった。「市町村警察は、国家地方警察の運営管理または行政管理に服することはない」と定められ、戦前の中央集権的な警察制度は解体されて民主化・地方分権化が図られた。この警察法の施行により藤沢市も自治体警察として藤沢市全域を管轄区域とする藤沢市警察をおくこととなり、警察長兼警察署長には河原顕（警視）が任命された。
自治体警察は発足後すぐに運営面や財政面等で多くの困難を抱えることになった。自治体警察の経費は1948年（昭和23年）7月以降は各自治体負担とされたため自治体警察を置く自治体の財政を圧迫したが、一方では頻発する警備事案など治安情勢の悪化により警察力の強化が求められていた。こうした状況を受けて1951年（昭和26年）6月12日に警察法が一部改正され、町村については住民投票で自治体警察の存廃を決めることができるようになると、財政負担に耐えられない町村の自治体警察返上が相次ぎ、神奈川県内では1952年（昭和27年）までにすべての町村が自治体警察を廃止して国家地方警察の管轄に入った。
しかし、その後も警察法の再検討を求める声は止まず、1950年（昭和25年）に朝鮮戦争が始まると、治安体制の強化と警察運営の一元化・効率化は焦眉の課題となった。政府は1951年（昭和26年）の警察法改正後もたびたび警察の中央集権化を図る改正案を提出し、そのたびに野党や世論の反発を招いたが、最終的に1954年（昭和29年）6月に警察法の全面改正案が成立して同年7月1日に施行された。これにより自治体警察・国家地方警察を解消して新たに都道府県警察が設置されることとなり、藤沢市警察は消滅し、藤沢市警察署は神奈川県藤沢警察署となった。

## 組織
藤沢市公安委員会の管理・運営の下で警察長兼警察署長（警視）が全体を統括した。警察署長を補佐する署僚警部1名が置かれ、警部補を課長とする庶務課・警務課・経済課・第一捜査課・第二捜査課・第一警ら課・第二警ら課の7課体制がとられた。
また、1948年（昭和23年）3月の発足時点では、警察署1か所・派出所7か所・駐在所9か所を置き職員の定員は104名であったが、1951年（昭和26年）4月までには派出所が9か所（巡査部長派出所1・巡査派出所8）となり、定員も124名（警察長1名・警視1名・警部5名・警部補10名・巡査部長20名・巡査64名・その他職員23名）に強化された。さらに同年9月14日付で、片瀬に置かれた巡査部長派出所を警部出張所に昇格させている。